# 真実 (アルバム)
『真実』（原題：When the Pawn Hits the Conflicts He Thinks like a King What He Knows Throws the Blows When He Goes to the Fight and He'll Win the Whole Thing 'fore He Enters the Ring There's No Body to Batter When Your Mind Is Your Might So When You Go Solo, You Hold Your Own Hand and Remember That Depth Is the Greatest of Heights and If You Know Where You Stand, Then You Know Where to Land and If You Fall It Won't Matter, Cuz You'll Know That You're Right）は、アメリカ合衆国のシンガーソングライター、フィオナ・アップルが1999年に発表した2作目のスタジオ・アルバム。90語から成る原題は、アップルがライヴにおいて暗唱していた詩で、英語圏では『When the Pawn...』と略されることも多い。発表当時は世界一長いアルバム・タイトルとされていたが、2007年にソウルワックスが100語以上のタイトルのアルバム『Most of the Remixes...』を発表して、記録が破られた。

## 背景
前作『タイダル』にマルチプレイヤーとして参加したジョン・ブライオンがプロデュースした。アップル自身の説明によれば、「知ってるの」は当時交際していたポール・トーマス・アンダーソンのために書かれた曲である。
日本盤ボーナス・トラックのうち「アクロス・ザ・ユニヴァース」はビートルズのカヴァーで、1998年公開のアメリカ映画『カラー・オブ・ハート』のエンディング・テーマとして使用されていた。

## 反響・評価
アメリカのBillboard 200では13位、『ビルボード』のインターネット・アルバム・チャートでは1位に達し、リリースの翌月の1999年12月にはRIAAによってゴールドディスクに認定された。第43回グラミー賞では、本作が最優秀オルタナティヴ・ミュージック・パフォーマンス賞にノミネートされ、「紙袋」が最優秀女性ロック・ボーカル・パフォーマンス賞にノミネートされた。
イギリスでは自身初の全英アルバムチャート入りを果たし、46位に達した。また、シングル「一刻一秒」は全英シングルチャートで33位に達した。
Slant Magazineのスタッフが2011年に選出した「1990年代のベスト・アルバム」では79位にランク・イン。
『ローリング・ストーン』誌が選んだ「歴代最高のアルバム500選」（2020年版）において108位に選ばれている。

## 収録曲
特記なき楽曲はフィオナ・アップル作。
1. オン・ザ・バウンド - "On the Bound" - 5:23
2. トゥ・ユア・ラヴ - "To Your Love" - 3:40
3. 腰抜け - "Limp" - 3:31
4. 囚われ - "Love Ridden" - 3:22
5. 紙袋 - "Paper Bag" - 3:40
6. ミステイク - "A Mistake" - 4:58
7. 一刻一秒 - "Fast as You Can" - 4:40
8. 今のままで - "The Way Things Are" - 4:17
9. 役立たず - "Get Gone" - 4:08
10. 知ってるの - "I Know" - 4:56

### 日本盤ボーナス・トラック
1. アクロス・ザ・ユニヴァース - "Across the Universe" (John Lennon, Paul McCartney) - 5:07
2. ネヴァー・イズ・ア・プロミス - "Never Is a Promise (live)" - 6:12

## 参加ミュージシャン
- フィオナ・アップル - ボーカル、ピアノ
- マット・チェンバレン - ドラムス、パーカッション(#1, #2, #3, #4, #5, #7, #8, #9)
- ジョナサン・"ブッチ"・ノートン - ドラムス、パーカッション(#2, #3)
- ジム・ケルトナー - ドラムス(#10)
- マイク・エリゾンド - エレクトリックベース
- グレッグ・コーエン - ベース(#10)
- パトリック・ウォーレン - Chamberlain(#2, #3, #7, #9)、ウーリッツァー(#3, #7)
- Mike Breaux - 木管楽器(#1, #3, #7)
- トム・ビラー - ギター、シンセサイザー(#8)
- ランドール・ブライオン - ストリングス・アレンジ(#4, #9, #10)
- スージー片山 - チェロ、指揮
- Peter Kent - ヴァイオリン
- Charlie Bisharat - ヴァイオリン
- Eve Butler - ヴァイオリン
- Susan Chatman - ヴァイオリン
- Armen Garabedian - ヴァイオリン
- Berj Garabedian - ヴァイオリン
- Gerardo Hilera - ヴァイオリン
- Rober Peterson - ヴァイオリン
- Brain Leonard - ヴァイオリン
- Michele Richards - ヴァイオリン
- Edmund Stein - ヴァイオリン
- John Wittenberg - ヴァイオリン
- Robert Becker - ヴィオラ
- Denyse Buffman - ヴィオラ
- Scott Haupert - ヴィオラ
- Maria Newman - ヴィオラ
- Larry Corbett - チェロ
- Paula Hochalter - チェロ
- Daniel Smith - チェロ
- ジョン・ベインブリッジ - オーケストレーション、ホーン・アレンジ
- Don Sweeney - Contractor、ホーン
- Wendell Kelly - ホーン
- John Noreyko - ホーン
- Paul Loredo - ホーン
- Jean Martinelli - ホーン
- ジョン・ブライオン - All other instruments(#4を除く)